# LAB航空
LAB航空（Lloyd Aéreo Boliviano）は、ボリビアに存在した航空会社。南アメリカでも屈指の歴史を持つ航空会社であった。

## 歴史
ボリビアの独立100周年にあたる1925年、ギジェエモ・キルマン（Guillermo Kyllman）は、ボリビアに航空会社を設立しようと、政府や商人たちに働きかけた。
同年7月に乗員2人、乗客4人ユンカース F.13がドイツから寄贈された。最初の乗客を乗せての飛行は、8月2日で、コチャバンバ上空を20分間飛行した。。8月5日には、コチャバンバとスクレの間を1時間30分で初飛行を行った。
同年9月15日、ラパスで政府や国会議員、産業界の代表者が集まり、設立総会が開かれた。本社はコチャバンバに置かれることになった。会社の代表には、ギジェエモ・キルマンが就任した。最初の乗客を乗せての飛行は、8月2日で、コチャバンバ上空を20分間飛行した。社の名前のLloydは、乗客が安全をイメージするように、イギリスの保険市場のロイズからとった。
1928年、路線拡張のため新たに3機の旅客機を購入。同年には、パイロットと整備士の養成学校（la Escuela de Pilotos y Mecánicos de Aviación del LAB）を設立した。この学校からホルヘ・ウィルステルマンが卒業し、彼はボリビア人初の民間人パイロットとなった。また1930年には、ブラジルへ初の国際線を飛ばした。
1932年にボリビアとパラグアイの間で起きたチャコ戦争では、ボリビア軍に航空機と人員の提供を行った。
1941年5月14日、ボリビア政府100%出資の国有企業になる。
1957年、ロッキード L-188を導入。1968年には、ボーイング727の導入と、FH-227の導入のための融資も決まる。1970年代に入ると、ボーイング727の就航でアメリカ合衆国や南米各地へ国際線を飛ばすようになり、黄金期を迎えた。

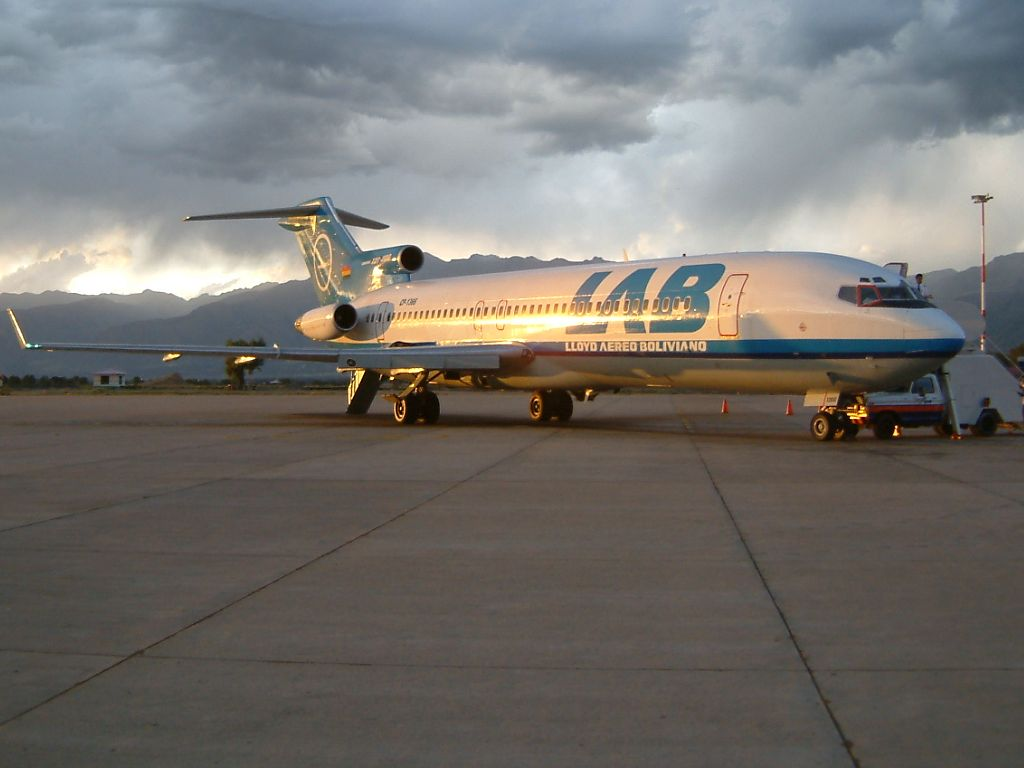
LABのボーイング727

1994年ごろより経営悪化が顕著化し、ボリビア政府は準民営化の模索を始める。1995年、ブラジルのVASP航空が株式51%を購入することで資本提携を結ぶ。機体にVASPと同じ塗装ほどこすなど、業務の一体化を進める。しかし、VASP航空も無理な業務拡大路線で経営が悪化。2001年、アメリカ同時多発テロ事件での利用客減少によりVASP航空はLAB航空の株式をボリビアの投資家に売却し、資本提携は解消される。
2007年3月30日をもって、すべての運航が停止した。その後、アエロスール航空の支援で、チャーター便の運航が続けられた。しかし、2010年に、事業免許が取り消された。